# École Moser
Pour les articles homonymes, voir Moser.
 (avril 2022).
 (juin 2016).
Si vous disposez d'ouvrages ou d'articles de référence ou si vous connaissez des sites web de qualité traitant du thème abordé ici, merci de compléter l'article en donnant les références utiles à sa vérifiabilité et en les liant à la section « Notes et références ».
L'École Moser est une école privée suisse, pour les enfants de 8 à 18 ans située à Genève, Nyon (Suisse) et Berlin (Allemagne). Elle est fondée par Henri Moser en 1961 et accueille actuellement[Quand ?] près de 1500 élèves, de la 5e primaire jusqu’au secondaire II. Elle délivre la maturité suisse.
La particularité de l’école est d’offrir un cursus plurilingue français-allemand-anglais avec une option anglais ou allemand, dès la 5e (HarmoS).
Un établissement à Berlin facilite l’organisation d’échanges linguistiques.

## Projet éducatif
L’objectif principal est d’offrir aux élèves une formation plurilingue. En plus de l’enseignement des disciplines fondamentales, l’École Moser attache une importance particulière à :
- L’acquisition de méthodes de travail efficaces (gestion du temps, documentation en bibliothèque et sur internet, travaux écrits, etc.)
- La facilitation de l’usage des technologies de l’information (informatique, iPad, film, etc.)
- L’invitation à la créativité (art, théâtre, photographie, travaux manuels, etc.)
- La stimulation de la curiosité (visites, camps, voyages)
- La création d’espaces de réflexion (expositions, semaines de projets, etc.)

### Dynamic learning
L’apprentissage à l’École Moser repose sur une acquisition active des connaissances. Le maître de cours n’est plus un simple transmetteur du savoir. Il s’efforce également de guider, d’accompagner l’étudiant dans son apprentissage : comment poser des questions ciblées, savoir lire et comprendre les consignes et trouver des solutions aux problèmes rencontrés. Cette manière d’apprendre fait partie d’une acquisition active des compétences, durant laquelle l’implication personnelle des élèves renforce cette acquisition.

## Enseignement et diplômes
L’École Moser propose des classes allant de la 5e HarmoS au secondaire II, en passant par le cycle d’orientation. Le cursus est plurilingue (français-allemand-anglais) et mène au diplôme de maturité suisse, reconnu aux niveaux cantonal (Genève) et fédéral.
L’école de Genève propose depuis 2015 une maturité cantonale, reconnue au niveau fédéral. Elle devient le premier établissement privé de Suisse romande à obtenir la reconnaissance de la maturité cantonale en 2019.

### Formation en ligne
Depuis 2013, l’École Moser offre à ses élèves en secondaire II l’accès à la plateforme Matu Online (appelée Moser Online lors de son lancement en 2013). Elle permet à un étudiant de préparer sa maturité à distance, en offrant un système flexible qui allie cours à distance (plus de 280 périodes de vidéos) et des cours en classe. Ce système peut ainsi s’adapter aux horaires des étudiants qui demandent un horaire personnalisé, comme les sportifs d’élite. Un tuteur s’occupe de suivre l’étudiant durant les deux ans de préparation aux examens

## Réputation
- L’établissement de Genève est homologué par l’Association genevoise des écoles privées (AGEP).
- Il est accrédité Quality School Certificate (QSC).
- L’établissement de Nyon est homologué par l’Association vaudoise des écoles privées (AVDEP).

- Le magazine Bilan place l’École Moser en quatrième position des meilleurs employeurs romands 2015[2]